# Montserrat Tura
Montserrat Tura i Camafreita (Mollet del Vallés, 6 de noviembre de 1954) es una política española perteneciente al Partido de los Socialistas de Cataluña (PSC). Tura fue consejera de Justicia de la Generalidad de Cataluña (2006-2010), consejera de Interior (2003-2006) en el Gobierno presidido por Pasqual Maragall, alcaldesa de Mollet del Vallés (1987-2003) y diputada al Parlamento de Cataluña en la V, VI, VII, VIII y IX legislaturas. En 2011 fue candidata a las primarias convocadas para su partido para elegir al candidato la alcaldía de Barcelona, comicios que perdió contra Jordi Hereu.

## Trayectoria personal
Montserrat Tura nació el 6 de noviembre de 1954 en Mollet del Vallés en el seno de una familia campesina. Tura es la única mujer de cuatro hermanos.
La familia Tura destacó por su militancia antifranquista. Su abuelo, Feliu Tura i Vallderiola, había sido alcalde de Mollet del Vallès durante los años treinta y acabó en prisión. Al acabar la guerra civil española la familia se exilió.
Ya de vuelta a Cataluña, la familia se instaló en la masía de Can Pinyonaire, lugar donde Montserrat Tura pasó su infancia y gran parte de su adolescencia.
Por motivos económicos, Tura tuvo que estudiar los cursos de bachillerato por libre, y obtuvo el certificado en un tiempo récord. Más tarde se matricularía en la Facultad de Medicina de Barcelona, donde se graduó en Medicina y Cirugía.
Actualmente, Montserrat Tura tiene dos hijas. Es aficionada a la lectura, caminar, escuchar música y montar en bicicleta. Es además una apasionada de la ciencia y las nuevas tecnologías.

## Conciencia política
Tura empezó a militar clandestinamente en grupos de izquierda con quince años. Fue detenida una vez en Ripollet por la policía secreta por haber repartido octavillas contrarias al régimen franquista, aunque fue puesta en libertad al poco rato. En 1979 se hizo militante del Partido Socialista de Cataluña (PSC).

## Experiencia profesional en la sanidad pública
Montserrat Tura comenzó su carrera profesional en el campo de la medicina y la sanidad pública. Después de licenciarse entró a trabajar en el Hospital Clínico de Barcelona, en la Unidad de Críticos, y más tarde se trasladaría al Hospital de Palamós para organizar el nuevo servicio de urgencias. En el año 1987 fue nombrada Directora de este hospital manteniéndose once años en el cargo.

## Alcaldesa de Mollet del Vallés (1987-2003)
Durante los dieciséis años que ejerció el cargo llevó a cabo importantes reformas urbanísticas, como el desvío de la carretera nacional N-152, la conversión de las ramblas de la Unió y de Pompeu Fabra, la construcción de nuevos accesos a la ciudad y la generación de nuevos parques y jardines como el famoso "Parc dels Colors" diseñado por Enric Miralles y que ganó un premio FAD de arquitectura e interiorismo. Además, impulsó el proyecto de la Illa de Can Mulà (una antigua fábrica textil que fue reconvertida para dar cabida a equipamientos municipales y cuya reconversión mereció el Primer Premio Europeo de Espacio Público Urbano de 1995) y consiguió que Mollet fuese escogida como subsede olímpica en los Juegos Olímpicos de 1992.
Durante su mandato se dio especial importancia a dotar a Mollet de equipamientos sociales y su gestión permitió tener más bibliotecas y servicios asistenciales y sanitarios. Se construyeron equipamientos de salud pública y servicios sociales en la masia de Can Lledó, se pusieron en marcha las piscinas y el complejo deportivo de Ca n'Arimon (que ganó el Primer Premio de Instalaciones Deportivas de 2002) y la pista de atletismo municipal de la Pedra Salvadora y se inauguró el Museo Abelló.
Además, Montserrat Tura como alcaldesa consiguió que Mollet fuese la sede de la Escuela de Policía de Cataluña y de la Escuela Universitaria de Estudios Ambientales.

## Consejera de Interior (2003-2006)
En el año 2003, Pasqual Maragall fue investido Presidente de la Generalidad de Cataluña y confió a Montserrat Tura la cartera de Interior. Su gestión al frente de la Consejería de Interior permitió incrementar tanto el número de efectivos de bomberos de la Generalidad como de Mozos de Escuadra (en catalán: Mossos d'Esquadra), consolidándose el desplegamiento de este cuerpo de seguridad por todo el territorio de Cataluña. Incidió especialmente en que la formación de los agentes fuese de mejor calidad. También contribuyó a que se incrementasen las relaciones con las policías locales y, en especial, con la Guardia Urbana de Barcelona.
Montserrat Tura puso en marcha también el Plan de Choque para los parques de bomberos, que permitió una mejora profunda del conjunto de las infraestructuras operativas de emergencias y dotó de más recursos aéreos, de vehículos y equipamientos.
Otro proyecto clave fue el del Instituto de Seguridad de Cataluña, concebido para integrar y albergar la Escuela de Policía y la de Bomberos, incidiendo en la colaboración de estos dos cuerpos sobre todo en la puesta en marcha de políticas de protección civil.

### Despliegue de los Mossos d'Esquadra en Barcelona
Durante su etapa en la consejería se desplegaron los Mossos d'Esquadra en Barcelona, en colaboración con el Ayuntamiento de la ciudad. Además Tura incrementó el número de comisarías que estaban previstas para Barcelona, pasando de cinco a diez (una por distrito). El 1 de noviembre de 2005, los Mossos d'Esquadra comenzaron oficialmente su despliegue en la capital de Cataluña.

## Consejera de Justicia (2006-2010)
En el año 2006, Montserrat Tura juró en el cargo de consejera de Justicia.
Tura impulsó una Reforma del Código Penal para hacer frente de forma efectiva al fenómeno de la delincuencia multireincidente y dirigió la redacción de la nueva "Ley de Mediación". Esta ley, que fue formalmente aprobada por el Parlamento de Cataluña el 22 de julio de 2009, se destinaba a reconducir conflictos entre vecinos, sucesiones y cuestiones mercantiles (no era aplicable para casos de violencia).
Además de las reformas legales, se esforzó por establecer las bases de una nueva política penitenciaria. Ordenó derribar la antigua prisión de la Trinitat de Barcelona y permitió el progresivo desmantelamiento de la Modelo en Barcelona y otras viejas prisiones en Tarragona, Gerona y Figueras. Todas ellas serán sustituidas por otras cárceles nuevas (algunas ya operativas, como Brians II y la de Els Lledoners, y otras en construcción, como la de la Zona Franca, la de Tàrrega, la de Figueras i la de El Catllar).
| Predecesor: Carme Coll i Truyol             | Alcaldesa de Mollet del Vallés 1987-2003                      | Sucesor: Josep Monràs i Galindo |
| Predecesor: Núria de Gispert i Catalá       | Consejera de Interior de la Generalidad de Cataluña 2003-2006 | Sucesor: Joan Saura i Laporta   |
| Predecesor: Josep Maria Vallès i Casadevall | Consejera de Justicia de la Generalidad de Cataluña 2006-2010 | Sucesor: Pilar Fernández Bozal  |
| Predecesor: Antoni Castellà i Clavé         | Secretaria segunda del Parlamento de Cataluña 2010-2012       | Sucesor: Pere Calvó             |

- Datos: Q6745167
- Multimedia: Montserrat Tura i Camafreita / Q6745167